# Чаффин, Джессика
Дже́ссика Ча́ффин (англ. Jessica Chaffin) — американская актриса, сценаристка и комедиантка. Чаффин начала свою карьеру в качестве комика на сцене, где часто выступала со своим комедийным партнёром Джейми Денбо. На телевидении она взяла на себя второстепенные роли в сериалах «Зоуи 101», «Дурман», «Такая разная Тара» и «Новенькая». Также она выступила в качестве создателя и исполнительницы одной из главных ролей в комедийном шоу «Ронна и Беверли» в 2012 году, где также снялась Джейми Денбо.
На большом экране, Чаффин появилась в комедии 2013 года «Копы в юбках», где также снялась с Денбо. Позднее были объявлены планы режиссёра фильма Пола Фига снять спин-офф, где они с Денбо будут главными героинями. Ранее она снялась в Джеки Уивер в неудачном пилоте CBS «Маккарти». В 2014 году, Чаффин получила роль в фильме Пола Фига «Шпион», где главную роль играет Мелисса Маккарти, с которой она ранее работала в «Копы в юбках».

## Избранная фильмография
| Год       |     | Русское название          | Оригинальное название     | Роль            |
| --------- | --- | ------------------------- | ------------------------- | --------------- |
| 2005—2008 | с   | Зоуи 101                  | Zoey 101                  | Коко Векслер    |
| 2007      | ф   | Диких девчонок больше нет | Wild Girls Gone           | девушка         |
| 2010      | кор |                           | MA Men                    | Джоан Харрис    |
| 2010—2011 | с   | Такая разная Тара         | United States of Tara     | миссис Фокс     |
| 2012      | с   | Две девицы на мели        | 2 Broke Girls             | наркоманка      |
| 2013      | ф   | Копы в юбках              | The Heat                  | Джина           |
| 2013—2014 | с   | Новенькая                 | The New Girl              | Берти           |
| 2014      | ф   |                           | Girltrash: All Night Long | офицер Джеки    |
| 2014—2017 | с   | Эпизоды                   | Episodes                  | Нина            |
| 2014      | с   | Сэм и Кэт                 | Sam and Cat               | Коко Векслер    |
| 2015      | ф   | Шпион                     | Spy                       | Шэрон           |
| 2016      | ф   | Охотники за привидениями  | Ghostbusters              | официантка      |
| 2017      | ф   | Весёлый ужин мамочек      | Fun Mum Dinner            | Джен            |
| 2017—2018 | с   | Всё схвачено              | Man with a Plan           | Мари Фальдонадо |